# Fédération internationale des associations et institutions de bibliothèques
La Fédération internationale des associations et institutions de bibliothèques (aussi appelée par certains, dont l'Association des bibliothécaires de France, « Fédération internationale des associations de bibliothécaires et d'institutions »), plus connue sous son sigle anglais IFLA (International Federation of Library Associations and Institutions) est une fédération internationale d'associations représentant les intérêts des bibliothèques, des services d'information et de leurs utilisateurs, ayant la forme associative.

## Historique
L'IFLA a été fondée à Édimbourg (Écosse), en 1927, lors d'une conférence internationale. La Fédération Internationale des Associations et Institutions de Bibliothèques s'est élargie, depuis les années 70, aux institutions et aux professionnels de tous horizons, en particulier les pays en voie de développement. Elle  compte aujourd'hui 1 700 membres dans 150 pays, qui assurent 60% du financement de l'IFLA par leurs cotisations. Depuis 1971, l'organisation est hébergée par la Bibliothèque royale des Pays-Bas, située à La Haye où elle dispose d'un secrétariat général permanent regroupant 15 salariés. Elle est constituée de 5 divisions regroupant des sections et des groupes d'intérêt spécial, gérés par des conseils d'administration élus pour trois ans parmi les représentants des institutions et associations membres de l'Ifla, et six programmes spécifiques placés sous la responsabilité directe de l'IFLA. Cette dernière est la principale organisation représentant les bibliothèques, les services d'information et leurs usagers. En tant qu'organisation non gouvernementale, elle promet les bibliothèques à l'échelle mondiale et établit des normes de qualité pour leurs services. Ses activités reposent sur des valeurs clés, telles que la liberté d'accès à l'information et l'importance d'un accès universel et équitable. L’évènement le plus visible est le congrès annuel qui se déroule autour d'un thème particulier et dans un pays différent chaque année. Ce congrès, qui rassemble environ 3 000 participants, permet aux professionnels d'échanger des idées, de débattre des enjeux du métier, de découvrir les innovations en bibliothéconomie et de rencontrer des collègues du monde entier. Ce congrès donne lieu à la production quotidienne d’un journal l’IFLA Express, traduit dans les 7 langues officielles de l’IFLA.

## Valeurs fondamentales
L’IFLA appuie ses activités sur des valeurs fondamentales qui sont les suivantes.
« - la reconnaissance des principes de liberté d’accès à l’information, aux idées et aux œuvres d’imagination, et de liberté d’expression incarnée par l’article 19 de la Déclaration universelle des droits de l’homme ;
- la conviction que les personnes, les communautés et les organisations ont besoin d’un accès équitable et universel à l’information, aux idées et aux œuvres d’imagination pour leur bien-être social, éducatif, culturel, démocratique et économique ;
- la conviction que fournir des services de bibliothèque et d’information de qualité contribue à garantir cet accès ;
- l’engagement de permettre à tous les membres de la Fédération de participer et de bénéficier de ses activités sans égard à la citoyenneté, le handicap, l’origine ethnique, le sexe, la situation géographique, la langue, la philosophie politique, la race ou la religion.»
- L’exhortation des décideurs et des praticiens du développement à exploiter ces ressources déjà existantes, puissantes et de s’assurer que tout cadre soit développé.
- L’Inclusion et l’équité, l'IFLA s'efforce de réduire les inégalités d'accès à l'information et de promouvoir des services bibliothécaires qui répondent aux besoins de tous les publics, y compris les groupes marginalisés.
- La fédération soutient la diversité des langues et des cultures, affirmant que les bibliothèques doivent refléter et promouvoir la diversité au sein des sociétés.
- L'IFLA encourage les bibliothèques à contribuer activement au développement social et économique des communautés, tout en respectant les droits humains et en promouvant des sociétés justes et équitables.

- L'IFLA s'engage à soutenir les objectifs de développement durable des Nations Unies, notamment en contribuant à des sociétés informées et capables de s'adapter aux défis mondiaux tels que le changement climatique et la pauvreté.
L’IFLA s’implique aussi dans des objectifs de développement durable. En 2009, elle crée un groupe Environmental Sustainability and Librairies Special Interest Group pour approfondir la question des changements climatiques et l’implication des bibliothèques.

## Mission de l'IFLA
L'IFLA (Fédération Internationale des Associations et Institutions de Bibliothèques), représente les intérêts des bibliothèques et des services d'information, et ceux de leurs usagers, au niveau mondial. Elle vise à promouvoir le rôle des bibliothèques dans le développement social, culturel et économique des sociétés. L'IFLA défend l'accés universel à l'information, milite pour le droit de chacun a l'information, évidemment à partir des politiques de limitation et d'exception au droit d'auteur pour les bibliothèques. Elle s’engage également à améliorer les pratiques professionnelles en diffusant des standards et des directives qui encouragent l'innovation et l'utilisation de nouvelles technologies. Elle fournit ainsi des ressources pour aider les bibliothécaires à répondre aux besoins changeants de leurs communautés. Enfin, l’IFLA veille à optimiser son organisation en élargissant son réseau de membres et en renforçant ses structures régionales, garantissant ainsi une meilleure représentation des bibliothèques à travers le monde. En somme, l'IFLA soutient le développement des bibliothèques pour qu'elles puissent jouer un rôle clé dans la diffusion du savoir et le renforcement de la résilience des communautés locales.

## Prises de position
L’IFLA soutient les principes de développement durable et tient à inspirer les réseaux de bibliothèques pour qu’ils les adoptent. Elle prend une position ferme sur l'importance des bibliothèques en tant qu'institutions essentielles pour le développement durable, l'accès à l'information et la promotion de la culture.La Fédération rédige la Déclaration des bibliothèques et du développement en 2002 déclaration de Lyon sur les bibliothèques et le développement durable, un moment cruciale pour renforcer le rôle des bibliothèques dans le soutien au développement durable et à la société de l'information. Elle déclare que les bibliothèques sont essentielles pour le développement économique, social et culturel, en mettant en exergue l’information et la culture comme des droits fondamentaux. En suite la Déclaration des bibliothèques et du développement (2006), cette prise de position vise à faire reconnaitre que la santé et le bien-être sont des droits fondamentaux.
L’IFLA soutient notamment le calendrier 2030 de développement durable présenté par l’ONU et présente les influences possibles des bibliothèques, acteurs clés, dans la réalisation de ces objectifs dans un document officiel, Un accès et des opportunités pour tous publié en 2017. Cette publication importante propose des exemples pour chacun des 17 objectifs de développement durable.
En septembre 2023, la Fédération prévoit de tenir sa conférence annuelle à Dubaï, aux Émirats arabes unis en 2024. Pour cela, elle accepte de ne pas évoquer le sujet des droits des minorités d'orientation sexuelle et d'identité de genre, les droits LGBT, ce qui a suscité des critiques. Ainsi, Certaines organisations tels que le syndicat des bibliothécaires de Suède et d’autres associations comme le groupe LGBTQ+ de l’IFLA, ont exprimé leur opposition, soulignant une incompatibilité entre les valeurs de l'IFLA et le cadre juridique des Émirats arabes unis. Cette opposition a mené certaines entités, y compris des bibliothèques et des associations canadiennes, à appeler l'IFLA à clarifier les mesures de sécurité et d'inclusivité prévues pour protéger les participants. Les membres demandent à l'IFLA de fournir plus de transparence sur le choix de Dubaï comme lieu d’accueil et sur les garanties de protection des droits humains qui seraient mises en place pour les participants du congrès. Et  dénonce une contradiction entre cette décision et les valeurs affichées par la Fédération, et annonce qu'il quitte la Fédération.

## Code d’éthique de l’IFLA pour les bibliothécaires et les autres professionnel(le)s de l’information
En 2012, l’IFLA publie le Code d’éthique de l’IFLA pour les bibliothécaires et les autres professionnel(le)s de l’information. Des propositions sont présentées pour orienter les bibliothèques vers une réflexion éthique de l’accès à l’information, en encourageant la réflexion des professionnels de l'information sur leurs pratiques et orientations, cette procédure suscite des questionnements sur les principes qui sous-tendent les politiques établies par ces professionnels. Cela vise à les aider à solutionner leurs problématiques et à défendre leurs positions. Il est essentiel de mettre en avant l'importance des valeurs soutenues par les professionnels de l'information, tout en garantissant la transparence en matière d'information envers les usagers et la société en général. des responsabilités envers les individus et la société, l’open access et la propriété intellectuelle, la neutralité, l’intégrité de la personne et compétences professionnelles et les relations entre collègues et entre employés et employeurs. Les membres du Conseil d'administration doivent agir avec diligence et considération envers les membres et partenaires qui constituent l'électorat de l'IFLA, tout en respectant les valeurs fondamentales, l'éthique professionnelle et le code de déontologie. De nombreuses associations s’en inspire pour rédiger leur propre code d’éthique et déclaration.
Au Canada, la Fédération canadienne des associations de bibliothèques nomme explicitement l’inspiration de cette Déclaration dans le préambule de son Code d’éthique de FCAB-CFLA.

## Publication
L’IFLA publie fréquemment le IFLA journal conjointement avec SAGE Publishing. Ces articles présentent des essais et des recherches révisés par les pairs pour supporter un développement des bibliothèques. Suivant les valeurs de l’IFLA, la majorité des articles sont disponibles en accès libre pour favoriser le partage des connaissances.

## Congrès
La Fédération, dans sa vision des pratiques bibliothéconomiques partagées à l’international, sert de guide et de milieu de discussions pour les associations des bibliothèques du monde entier. La Fédération agit également en tant que défenseur des droits des bibliothèques et permet l'accès à l'information, en soutenant des politiques internationales qui favorisent les bibliothèques. Elle propose des formations et des ressources pour aider les bibliothécaires à améliorer leurs compétences professionnelles et à rester à jour sur les dernières informations dans le domaine. Elle organise chaque année un congrès sur un continent différent au mois d'août. Ses différentes composantes mènent à bien des programmes de réflexion, des publications, organisent des colloques. Cela donne l’occasion à tous les pays de se démarquer dans ses pratiques, ses recherches et d’en inspirer les autres. Des contacts sont créés et favorisent la communication et le partage au niveau international. Les sujets des congrès traitent de sujet d’actualités comme l'influence des nouvelles technologies sur les bibliothèques en favorisant l'accès numérique et les innovations dans les services offerts aux usagers et permettent une réflexion collective.

## Partenariat
L'IFLA est membre de l'International Freedom of Expression Exchange (IFEX), un réseau virtuel mondial d’ONG qui surveillent les violations à la liberté d’expression et qui organise, fédère ou relaie les campagnes conjointes ou organisées par ses membres, pour la défense des journalistes, écrivains et d’autres personnes persécutées alors qu'elles exercent leur droit à la liberté d'expression[réf. nécessaire].
En août 2017, l'IFLA valide le modèle de données IFLA-LRM, fusionnant les modèles antérieurs FRBR, FRAD et FRSAD.

## Groupe d'Intérêt Spécial des utilisateurs LGBTQ
Le Groupe d'Intérêt Spécial de la fédération est chargé de combler le manque de connaissances professionnelles sur les besoins des utilisateurs LGBTQ en offrant des opportunités de participer à des discussions concernant ce groupe d'utilisateurs souvent invisible. Ce groupe prend en compte des sujets tels que les attitudes professionnelles, la sensibilisation, la confidentialité, la programmation et les méthodes efficaces dans l'acquisition et la collecte de documents importants pour les personnes LGBTQ et leurs alliés. Ce groupe encourage une réflexion approfondie sur les questions de sexualité et d'identité de genre.

## Liste des présidents et présidentes
- 2021-2023 : Barbara Lison
- 2019-2021 : Christine Mackenzie
- 2017-2019 : Glòria Pérez-Salmerón
- 2015-2017 : Donna Scheeder
- 2013-2015 : Sinikka Sipilä
- 2011-2013 : Ingrid Parent
- 2009-2011 : Ellen Tise
- 2007-2009 : Claudia Lux
- 2005-2007 : Alex Byrne
- 2003-2005 : Kay Raseroka
- 1997-2003 : Christine Deschamps